# Dubovica
 Ovo je glavno značenje pojma Dubovica. Za uvalu i naselje na južnoj strani otoka Hvara pogledajte Dubovica (Hvar).
Dubovica je selo u Varaždinskoj županiji, nekad je pripadalo općini Ludbreg, a sada općini Veliki Bukovec. U njemu živi oko 300-tinjak ljudi, većinom četerdesetih godina ili stariji. Nogometni klub Croatia koji je djelovao dugi niz godina je ugašen u nedostatku mladeži. Stanovništvo se uglavnom bavi poljoprivredom i cvjećarstvom. Veliki broj cvjećara iz Dubovice mogu se vidjeti po zagrebačkim tržnicama. Kroz selo protjeće rijeka Plitvica, koja dijeli selo na dva dijela. Okružena je selima: Kapela, Veliki Bukovec i Struga. 

## Stanovništvo
| broj stanovnika | 373   | 441   | 431   | 477   | 535   | 511   | 529   | 495   | 454   | 474   | 470   | 420   | 201   | 369   | 357   | 312   | 257   |
|                 | 1857. | 1869. | 1880. | 1890. | 1900. | 1910. | 1921. | 1931. | 1948. | 1953. | 1961. | 1971. | 1981. | 1991. | 2001. | 2011. | 2021. |